# Viacha (plaats)
Viacha is de hoofdstad van de provincie Ingavi in het departement La Paz in Bolivia.
Viache ligt in het hoogland van Bolivia, 22 km ten zuidwesten van La Paz

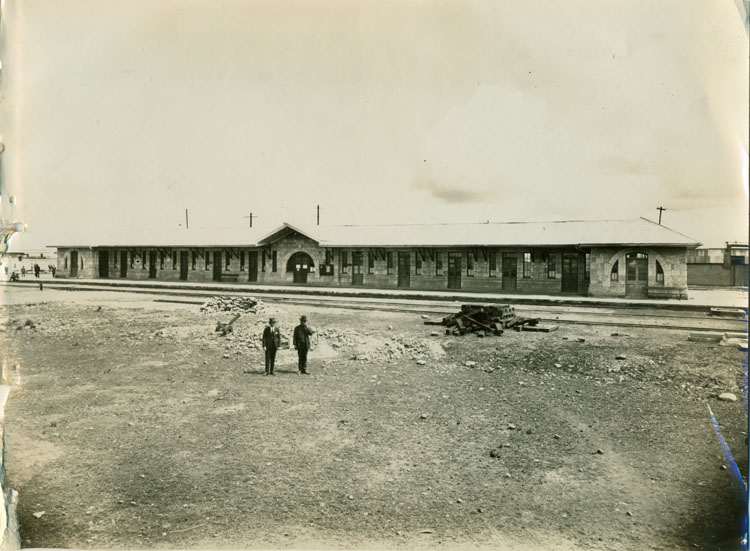
Station van Viacha